# Île Cornwallis
L'île Cornwallis (Cornvallis Island) est située dans le passage du Nord-Ouest et est l'une des Îles de la Reine-Élisabeth, dans l'archipel arctique canadien. Elle est administrativement située dans la région du Qikiqtaaluk dans le territoire du Nunavut (Canada). 
Longue de 110 km dans sa plus grande longueur pour une superficie de 6 995 km2, elle est la 96e plus grande île du monde et la 21e plus grande île canadienne.
Elle se trouve à l'ouest de l'île Devon dont elle est séparée par le canal de Wellington et le canal Parry la sépare de l'île Somerset au sud. Au nord-ouest de l'île, se trouve la Petite Cornwallis, la plus grande d'un groupe de petites îles au débouché nord du McDougall Sound, qui sépare Cornwallis de la proche île Bathurst.
L'aéroport de Resolute Bay (Qausuittuq) sur la côte sud sert de « hub » de communications pour les îles arctiques centrales du Nunavut. Resolute Bay est la seconde communauté la plus au nord du Canada.
Cornwallis fut découverte par Sir William Edward Parry en 1819 et nommée d'après l'amiral de la Royal Navy Sir William Cornwallis.
Cornwallis abrite aussi des colonies microbiologiques connues sous le nom d'hypolithes, pour leur tendance à vivre sous (« hypo ») les pierres (« lithes »).

## Littérature
L'île Cornwallis est longuement décrite par l'explorateur français Stéphane Lévin dans son ouvrage Seul dans la nuit polaire.
Cet ouvrage relate son hivernage en solitaire, en 2002, dans des conditions extrêmes de survie et se déroule sur l'île Cornwallis.
Cette expérience a duré 121 jours en solitaire, dont 106 sans soleil, et plus de 60 dans l'obscurité totale. Elle a été menée au profit de la science, pour notamment étudier les effets du froid, de l'isolement et de l'obscurité totale sur le sommeil, la vigilance, le stress et la performance.

## Source
- (en) Cet article est partiellement ou en totalité issu de l’article de Wikipédia en anglais intitulé « Cornwallis Island » (voir la liste des auteurs).

1. ↑  Stéphane Lévin, Seul dans la nuit polaire, Portet-sur-Garonne, Loubatières, 2014, 304 p. (ISBN 978-2-86266-701-0).